# Elecussa
Elecussa là một chi bướm đêm thuộc họ Erebidae.